# Xavier Tondó
Xavier Tondó Volpini, född 5 november 1978 i Valls, Tarragona, Katalonien, död 23 maj 2011 i Pradollano, Granada, var en professionell spansk tävlingscyklist.

## Amatörkarriär
Xavier Tondó slutade på andra plats i Vuelta a Palencia 2001. Året därpå slutade han på tredje plats på etapp 2 av Vuelta Ciclista Internacional a Extremadura. Han vann etapp 2 av Vuelta a Ávila, innan han tog hem totalsegern i tävlingen. Tondo slutade på andra plats på etapp 5 av Tour of Qinghai Lake. Han vann etapp 7 av tävlingen, vilket ledde till att han slutade på tredje plats i tävlingens slutställning bakom Tom Danielson och Glen Chadwick.

## Karriär
Xavier Tondó Volpini blev professionell 2003 med Paternina-Costa de Almería, men gjorde inga större resultat i stallet. Inför säsongen 2004 bytte han lag till Barbot-Gaia. Under säsongen 2004 slutade han på andra plats på etapp 3 av Volta Ciclista Provincia Tarragona.
Inför säsongen 2005 blev han kontrakterad av Catalunya-Angel Mir. Han vann etapp 4 av Volta ao Alentejo, innan han tog hem segern i tävlingen. Under året vann han också etapp 3 av Vuelta Ciclista Asturias framför Eladio Jimenez och Francisco Pérez. Han slutade också på femte plats i Subida al Naranco. 
Xavier Tondó blev rekryterade till Relax-GAM inför säsongen 2006. Säsongen startade bra med en femtonde plats i Baskien runt. Under sommaren bröt han sitt ben när han var ute och tränade i Pyrenéerna och han kunde inte tävla mer den säsongen. Under säsongen hade han också haft körtelfeber vilket försvårade tävlandet.
Inför säsongen 2007 blev spanjoren kontrakterad av det portugisiska stallet LA-MSS. I maj 2007 slutade han på tredje plats på etapp 3 av GP Rota dos Móveis bakom David Blanco och Igor Anton. Han slutade också på tredje plats på etapp 3 av GP CTT Correios de Portugal. Xavier Tondó vann prologen av Troféu Joaquim Agostinho - GP de Ciclismo de Torres Vedras 2007, en tävling som han också vann framför Eladio Jimenez och Héctor Guerra. Tondó slutade etapp 2 av tävlingen på andra plats bakom Jimenez. I Volta a Portugal 2007 slutade spanjoren på andra plats på prologen och på etapp 9. Xavier Tondó vann slutligen Volta a Portugal framför Candido-Joaquim Barbosa Venda Moreira och Héctor Guerra.
Under säsongen 2008 stannade Xavier Tondó hos LA-MSS. Under året vann han Subida al Naranco framför Koldo Gil och Stefano Garzelli. Angel Vicioso vann Vuelta Ciclista Asturias framför Xavier Tondó samma år.
Inför säsongen 2009 gick Xavier Tondó vidare till Andalucía-Cajasur, då LA-MSS lade ned sin verksamhet. Säsongen började bra då han vann etapp 5 av den argentinska tävlingen Tour de San Luis i januari. Tillbaka i Europa vann han prologen av Vuelta a Andalucia framför Joost Posthuma och Martin Velits. Han slutade tävlingen på andra plats bakom Posthuma. I slutade han på fjärde plats på Vuelta Ciclista a Murcia bakom Denis Mensjov, Rubén Plaza och Pieter Weening. Xavier Tondó slutade på andra plats i Katalonien runts bergspristävling bakom Julian Sanchez Pimienta. Xavier Tondó slutade trea på etapp 1 av Vuelta Ciclista a la Comunidad de Madrid bakom Héctor Guerra och Alejandro Valverde; en placering han också tog i tävlingens slutställning. Spanjoren slutade tvåa på Subida a Urkiola 2009 bakom Igor Anton. Xavier Tondó slutade på andra plats på etapp 5 av Vuelta Ciclista a Burgos bakom Ezequiel Mosquera; en tävling som Alejandro Valverde vann framför Xavier Tondó.
Efter säsongen 2009 hade Tondo svårt att hitta ett nytt stall. Flera stall hade kontaktat honom, men ingen hade bett om att få möta honom.  Till slut valde Cervélo TestTeam att satsa på honom under säsongen 2010. Han visade upp sig själv flera gånger under året och tog några stora etapp segrar, såsom etapp 6 i Paris-Nice och etapp 3 i Katalonien runt. I Katalonien runt slutade han tvåa totalyt. Under Giro d'Italia det året låg han trea i totalställningen efter två veckor, men redan från starten av loppet hade han haft problem med sin hälsa och cyklade flera dagar med feber, vilket gjorde det svårt för kroppen att återhämta sig. Efter två veckor gav kroppen upp och han orkade inte behålla tredje platsen. I augusti 2010 bröt Xavier Tondo sitt nyckelben under Polen runt. Under hösten slutade Tondo på sjätte platsen i Vuelta a España.
Säsongen 2011 gick Tondo över till Team Movistar. Han fick kontraktet efter att han brutit nyckelbenet under Polen runt. Tondo opererades för skadan och valde sedan att hoppa upp på cykeln för att titta på en del av bansträckningen inför det kommande loppet Vuelta a Espana. När han var ute såg Eusebio Unzué, som var manager för Caisse d'Epargne, och han blev så imponerad att han valde att kontraktera Xavier Tondo. Spanjoren vann Vuelta a Castilla y León, vilket blev hans sista seger. 
I februari 2011 rapporterades det om att en proffscyklist hade tipsat polisen om en dopningsring. Senare blev cyklisten identifieras som Tondo. Enligt den spanska tidningen El País hade Tondo fått ett e-mail i december 2010 där det fanns möjlighet att köpa olika dopningsprodukter, såsom EPO, tillväxthormoner, nandrolon, clenbuterol, till ett lågt pris. Tondo skickade över mejlen till polisen.

### Död
Xavier Tondo avled 23 maj 2011 efter att han blivit klämd mellan sin bil och en garagedörr. Tondo och hans stallkamrat Beñat Intxausti skulle ut och träna när olyckan skedde.